# Reprezentacja Czarnogóry w piłce nożnej mężczyzn

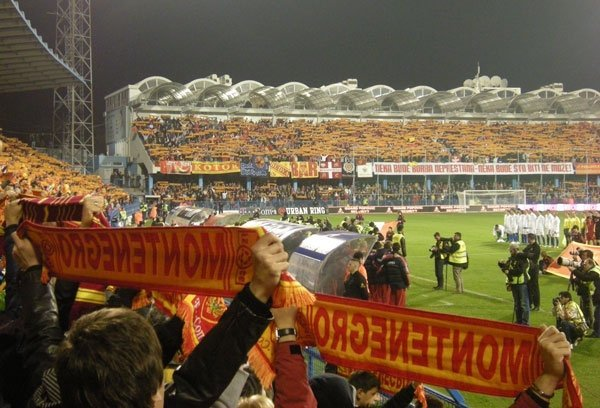
Kibice Czarnogóry

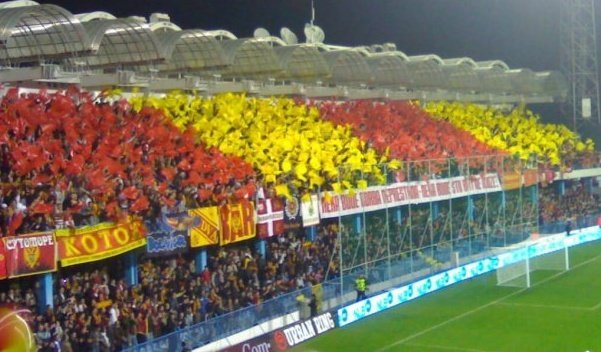
Oprawa przed meczem reprezentacji Czarnogóry

Reprezentacja Czarnogóry w piłce nożnej powstała w wyniku rozpadu Serbii i Czarnogóry na dwa osobne państwa, po przeprowadzeniu referendum niepodległościowego 21 maja 2006 roku.

## Ostatnie eliminacje
| Zespół     | Pkt | M | W | R | P | Br+ | Br− | +/− |
| ---------- | --- | - | - | - | - | --- | --- | --- |
| Anglia     | 21  | 8 | 7 | 0 | 1 | 37  | 6   | +31 |
| Czechy     | 15  | 8 | 5 | 0 | 3 | 13  | 11  | +1  |
| Kosowo     | 11  | 8 | 3 | 2 | 3 | 13  | 16  | -3  |
| Bułgaria   | 6   | 8 | 1 | 3 | 4 | 6   | 17  | -11 |
| Czarnogóra | 3   | 8 | 0 | 3 | 5 | 3   | 22  | -19 |

|            | Anglia | Czechy | Bułgaria | Czarnogóra | Kosowo |
| ---------- | ------ | ------ | -------- | ---------- | ------ |
| Anglia     | X      | 5:0    | 4:0      | 7:0        | 5:3    |
| Czechy     | 2:1    | X      | 2:1      | 3:0        | 2:1    |
| Bułgaria   | 0:6    | 1:0    | X        | 1:1        | 2:3    |
| Czarnogóra | 1:5    | 0:3    | 0:0      | X          | 1:1    |
| Kosowo     | 0:4    | 2:1    | 1:1      | 2:0        | X      |

## Historia reprezentacji
Drużyna nie wystartowała w eliminacjach do Euro 2008, ponieważ losowanie grup eliminacyjnych nastąpiło przed deklaracją niepodległości Czarnogóry.
Ostatni mecz międzynarodowy wspólnej reprezentacji Serbii i Czarnogóry odbył się 21 czerwca 2006 roku. W spotkaniu grupowym Mundialu 2006 podopieczni Iliji Petkovicia ulegli 2:3 Wybrzeżu Kości Słoniowej.
We wrześniu 2006 roku Związek Piłki Nożnej Czarnogóry wystąpił z wnioskiem o przyjęcie w skład członków FIFA. Od 26 stycznia 2007 roku Czarnogóra jest pełnoprawnym członkiem UEFA, a od 31 maja tegoż roku jest również pełnoprawnym członkiem FIFA.
24 marca 2007 roku rozegrała swój pierwszy mecz. W Podgoricy zespół prowadzony od lutego 2007 roku przez Zorana Filipovicia pokonał 2:1 Węgry. Pierwszą w historii bramkę dla reprezentacji Czarnogóry zdobył w 64. minucie z rzutu karnego kapitan Mirko Vučinić.
W czerwcu 2007 Czarnogóra zagrała w międzynarodowym turnieju Kirin Cup. Jej rywalami były zespoły Japonii i Kolumbii. Podopieczni Filipovicia oba mecze przegrali, odpowiednio 0:2 i 0:1.
Pierwszymi eliminacjami, w których wystąpiła nowo powstała reprezentacja Czarnogóry, były eliminacje do Mistrzostw Świata w Piłce Nożnej 2010 w RPA. Podopieczni trenera Filipovicia zostali przydzieleni do grupy ósmej razem z Włochami, Irlandią, Bułgarią, Cyprem i Gruzją. Zajęli w niej piąte miejsce zdobywając dziewięć punktów w dziesięciu meczach po jednym zwycięstwie (z Gruzją 2:1), sześciu remisach (z Bułgarią i Cyprem po 2:2, Gruzją 0:0, dwukrotnie z Irlandią po 0:0, i ponownie Cyprem 1:1) i trzech porażkach (dwukrotnie z Włochami 1:2 i 0:2) oraz Bułgarią (1:4) i nie awansowali ostatecznie na mundial. Porażka w tych eliminacjach sprawiła, że Filipović 5 lutego 2010 roku przestał być trenerem reprezentacji. Jeszcze tego samego dnia na tym stanowisku zastąpił go Zlatko Kranjčar.
3 września 2010 r. Czarnogóra pod wodzą drugiego w swojej historii trenera Zlatko Kranjčara udanie rozpoczęła eliminacje do Mistrzostw Europy w 2012 r. Po bramce Mirko Vučinicia w 30. minucie spotkania pokonała w Podgoricy 1:0 reprezentację Walii. W kolejnych spotkaniach Czarnogórcy wygrali na wyjeździe z Bułgarią 1:0 i u siebie ze Szwajcarią 1:0 oraz zremisowali na londyńskim Wembley z Anglią 0:0. W czerwcu 2011 r. zremisowali w Podgoricy z Bułgarią 1:1. We wrześniu z kolei przegrali z Walią 1:2. Porażka w tym meczu oznaczała dla Zlatko Kranjčara pożegnanie z kadrą. 8 września 2011 roku jego następcą został Branko Brnović, z którym Czarnogórcy dokończyli te eliminacje remisując z Anglią w Podgoricy 2:2 oraz przegrywając ze Szwajcarią w Genewie 0:2. Ostatecznie po kwalifikacjach grupowych zajęła 2. miejsce w grupie z dwunastoma punktami na koncie po trzech zwycięstwach, trzech remisach i dwóch porażkach w ośmiu spotkaniach i awansowała pierwszy raz w swojej historii do baraży, ubiegając się o udział w Mistrzostwach Europy w 2012 r. W barażach zagrali z Czechami i przegrywając obydwa mecze 0:2 oraz 0:1 nie awansowali na turniej.
29 czerwca 2011 w rankingu FIFA reprezentacja Czarnogóry awansowała na 16. miejsce, najwyższe w swojej krótkiej historii (w czerwcu 2007 r., gdy sklasyfikowano ją po raz pierwszy, była na 199. miejscu).
W eliminacjach do Mistrzostw Świata w Brazylii w 2014 r. Czarnogóra pod wodzą Branko Brnovicia grała w grupie H z Anglią, Polską, Ukrainą, Mołdawią i San Marino. Zajęła w niej trzecie miejsce z dorobkiem piętnastu punktów po czterech zwycięstwach, trzech remisach i trzech porażkach w dziesięciu meczach. Okazało się to jednak za mało by awansować. W grudniu 2015 roku czarnogórski związek piłkarski nie przedłużył z nim kontraktu i Brnović przestał być selekcjonerem reprezentacji. Jego następcą został Ljubiša Tumbaković z którym Czarnogórcy zdołali zająć czwarte miejsce w eliminacjach do Euro 2016. Tumbaković prowadził również Czarnogórę w eliminacjach do mundialu w 2018 roku w Rosji. Czarnogórscy piłkarze grali w grupie E – razem z Danią, Rumunią, Polską, Kazachstanem oraz Armenią – i zajęli trzecie miejsce, które nie dało im kwalifikacji do Mundialu.
W eliminacjach do Euro 2020 Czarnogórcy grali w grupie A razem z Anglią, Czechami, Kosowem i Bułgarią. Zajęli w niej jednak ostatnie miejsce z dorobkiem zaledwie trzech punktów notując trzy remisy i pięć porażek w ośmiu meczach.

## Udział wMistrzostwach Świata
- 1930–2002 – Nie brała udziału (była częścią Jugosławii)
- 2006 – Nie brała udziału (była częścią Serbii i Czarnogóry)
- 2010–2022 – Nie zakwalifikowała się

## Udział wMistrzostwach Europy
- 1960–2000 – Nie brała udziału (była częścią Jugosławii)
- 2004 – Nie brała udziału (była częścią Serbii i Czarnogóry)
- 2008 – Nie brała udziału
- 2012–2024 – Nie zakwalifikowała się

## Rekordziści
Stan na 19 listopada 2023.
| #  | Imię i nazwisko  | Data urodzenia | Pozycja   | Lata gry w kadrze | Mecze | Bramki |
| -- | ---------------- | -------------- | --------- | ----------------- | ----- | ------ |
| 1  | Fatos Bećiraj    | 05.05.1988     | napastnik | 2009–2022         | 86    | 15     |
| 2  | Stevan Jovetić   | 02.11.1989     | napastnik | 2007–             | 74    | 34     |
| 3  | Stefan Savić     | 08.01.1991     | obrońca   | 2010–             | 72    | 9      |
| 4  | Žarko Tomašević  | 22.02.1990     | obrońca   | 2010–             | 64    | 5      |
| 5  | Elsad Zverotić   | 31.10.1986     | obrońca   | 2008–2017         | 61    | 5      |
| 6  | Adam Marušić     | 17.10.1992     | obrońca   | 2015–             | 57    | 3      |
| 7  | Vladimir Jovović | 26.10.1994     | pomocnik  | 2013–             | 54    | 0      |
| 8  | Stefan Mugoša    | 26.02.1992     | napastnik | 2015–             | 53    | 15     |
| 9  | Nikola Vukčević  | 13.12.1991     | pomocnik  | 2014–             | 51    | 1      |
| 10 | Marko Simić      | 16.06.1987     | obrońca   | 2013–             | 50    | 2      |
| 10 | Marko Vešović    | 01.08.1984     | bramkarz  | 2013–             | 50    | 2      |

Najwięcej goli w kadrze
| # | Piłkarz           | Bramki | Mecze |
| - | ----------------- | ------ | ----- |
| 1 | Stevan Jovetić    | 34     | 74    |
| 2 | Mirko Vučinić     | 17     | 46    |
| 3 | Stefan Mugoša     | 15     | 53    |
| 3 | Fatos Bećiraj     | 15     | 86    |
| 5 | Stefan Savić      | 9      | 72    |
| 6 | Dejan Damjanović  | 8      | 30    |
| 7 | Radomir Đalović   | 7      | 26    |
| 8 | Andrija Delibašić | 6      | 21    |
| 9 | Elsad Zverotić    | 5      | 61    |
| 9 | Žarko Tomašević   | 5      | 64    |

- Pogrubioną czcionką wyróżniono zawodników występujących obecnie w kadrze.

## Skład reprezentacji Czarnogóry z pierwszego w jej historii meczu państwowego
- 24 marca 2007, Podgorica:  CZARNOGÓRA –  Węgry 2:1 (Vučinić '64k., Burzanović '82k. – Priskin '1)
Vukašin Poleksić – Milan Jovanović, Savo Pavićević, Radoslav Batak, Jovan Tanasijević (85, Vlado Jeknić) – Simon Vukčević, Mirko Raičević (57, Janko Tumbasević), Vladimir Božović (46, Milan Purović), Branko Bošković, Igor Burzanović (87, Nikola Vujović) – Mirko Vučinić (85, Stevan Jovetić).

## Trenerzy reprezentacji Czarnogóry1
| Trener             | Data zatrudnienia | Data rezygnacji | LM | Z | R | P | Okoliczności rezygnacji |
| ------------------ | ----------------- | --------------- | -- | - | - | - | --- |
| Zoran Filipović    | 1 lutego 2007     | 5 lutego 2010   | 23 | 8 | 8 | 7 | Porażka w eliminacjach do Mundialu 2010 (przedostatnie miejsce w grupie). Poza tym trener zaczął publicznie mówić o możliwości pracy w Al-Ahli Dubaj. |
| Zlatko Kranjčar    | 5 lutego 2010     | 8 września 2011 | 9  | 5 | 1 | 3 | Porażka z Walią w eliminacjach do Euro 2012. |
| Branko Brnović     | 8 września 2011   | 17 grudnia 2015 | 6  | 1 | 2 | 3 | Czarnogórska federacja piłkarska nie przedłużyła z nim kontraktu                                                                                      |
| Ljubiša Tumbaković | 19 stycznia 2016  | 8 czerwca 2019  | 14 | 5 | 2 | 7 | |

1 Stan na 15 października 2017.